# Chinácota
Chinácota – miasto w Kolumbii, w departamencie Norte de Santander.